# Национальный центр Стейнбека
Национальный Центр Стейнбека (англ. National Steinbeck Center) — музей и мемориал, посвященный американскому писателю Джону Стейнбеку.
Расположен на главной улице города Салинас (Калифорния), США, где вырос Стейнбек.
Центр основан в 1983 году, открыт для посетителей в 1998 году.
Коллекция центра содержит крупнейший в США архив писателя, различные экспонаты касающиеся его работы и философии.
Также в центре представлены предметы касающиеся быта сельскохозяйственных рабочих США, темы, которая занимала Стейнбека.
Деятельность центра направлена на развитие обучения в сферах: литература, история, агрокультура и искусство. В центре реализуются многие обучающие программы для посетителей, студентов и учителей.
Недалеко от центра расположен дом-музей Стейнбека.